# Hemideina broughi
Hemideina broughi är en insektsart som först beskrevs av Walter Buller 1896.  Hemideina broughi ingår i släktet Hemideina och familjen Anostostomatidae. Inga underarter finns listade i Catalogue of Life.